# Acraea eponina
Acraea eponina är en fjärilsart som beskrevs av Pieter Cramer 1780. Acraea eponina ingår i släktet Acraea och familjen praktfjärilar. Inga underarter finns listade i Catalogue of Life.

## Bildgalleri

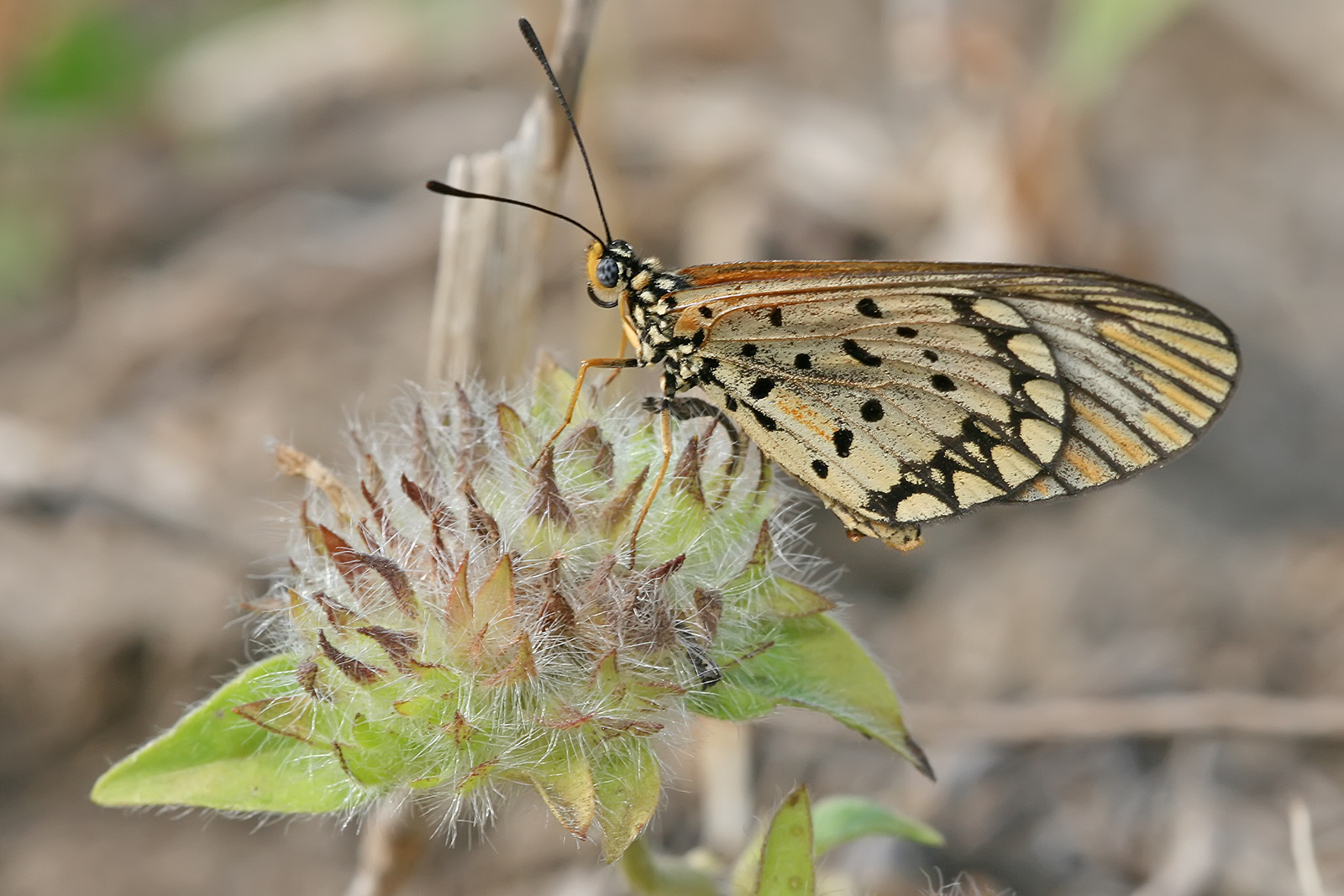
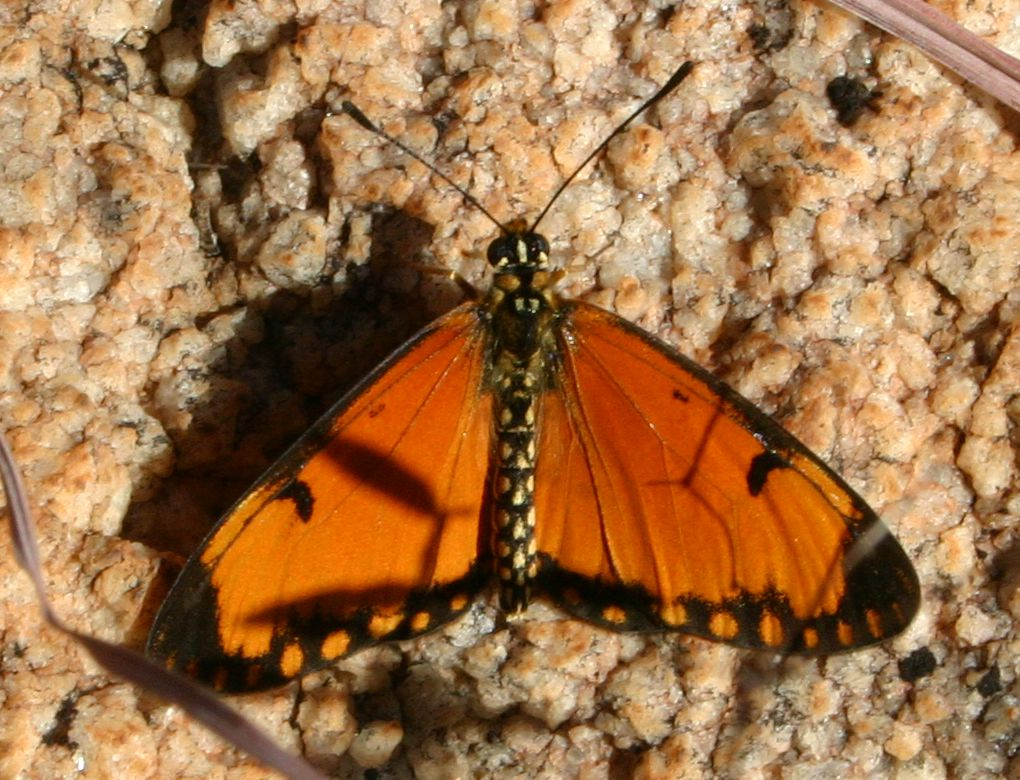
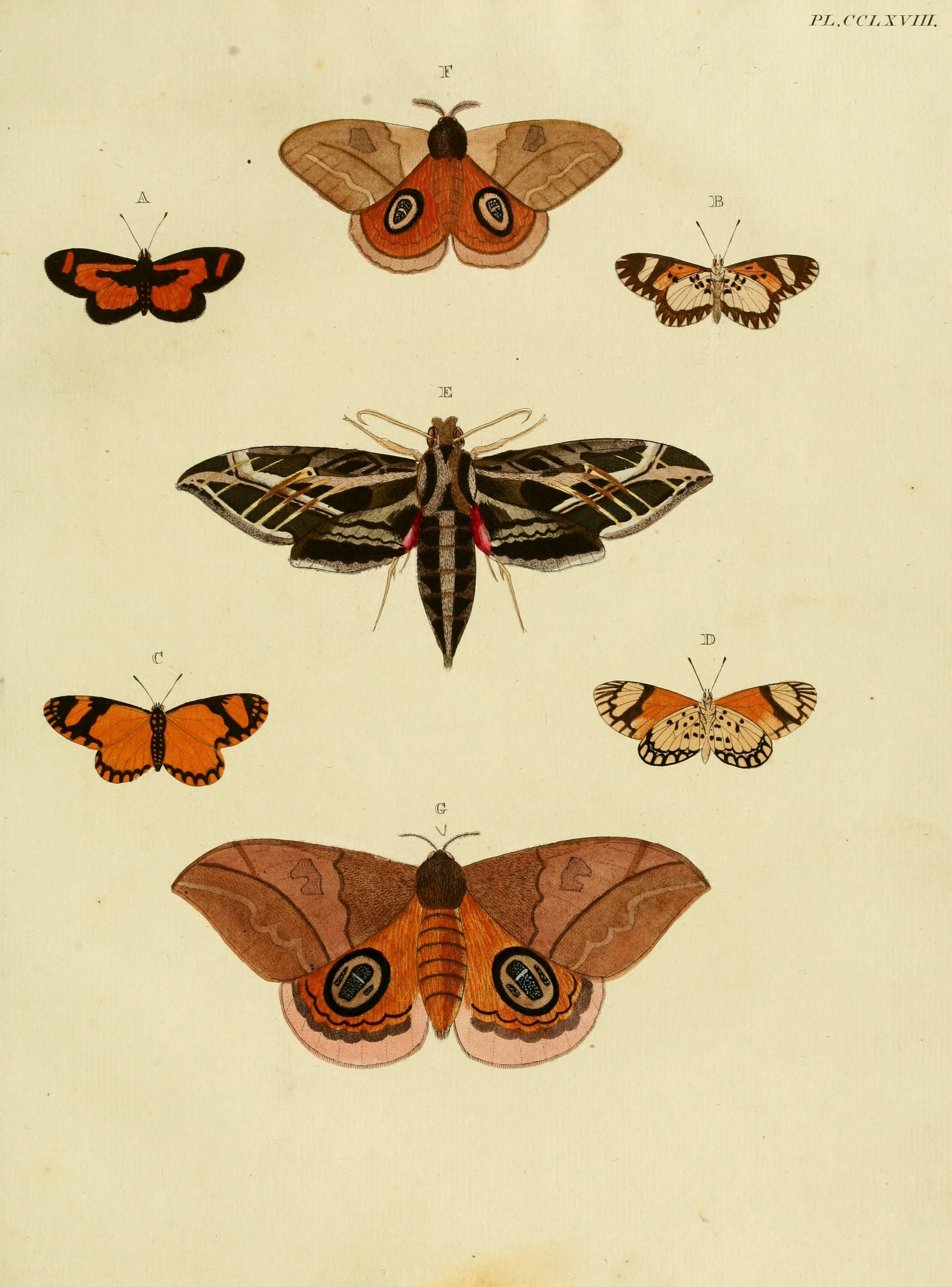